# Andadura (equitación)
Se llama andadura al paso de los caballos que mueven al mismo tiempo los dos remos del mismo lado.
Los potros tiene generalmente paso de andadura, pero lo pierden pronto. Se puede hacer que lo conserven al domarlos, poniéndoles trabas que les sujeten el pie y la mano de cada lado.
El paso de andadura es cómodo para el jinete, por lo cual es apreciado en los caballos de silla que se utilizan como medio de transporte. Además, los caballos, mulas, etc., adiestrados en este paso, resisten mejor marchas muy prolongadas.